# Психотерапеут
Психотерапеут је специјално школована особа (најчешће психијатар или психолог) са лиценцом стручног удружења која јој омогућава да се бави психотерапијом. То значи да је након завршеног основног фаултета, завршено још три до пет година едукације у изабраном терапијском модалитету (нпр. психоанализа, гешталт, конструктивистичка, трансакциона, породично-системска, когнитивно-бихевиорална терапија, психодрама, телесна, О.Л.И. Интегративна Психодинамска Психотерапија итд.) Поред стручних квалификација (познавање теорије и технике лечења психичких поремећаја), она мора имати и погодне личне особине. Посебним методама евалуације успешности утврђено је да психотерапеути треба да поседују и посебне способности и вештине као што су: емпатија, толеранција на фрустрације, интуиција, прихватање клијента какав јесте и вештину успостављања сарадничког односа.